# Popillia viridiaurata
Popillia viridiaurata är en skalbaggsart som beskrevs av Benderitter 1927. Popillia viridiaurata ingår i släktet Popillia och familjen Rutelidae. Inga underarter finns listade i Catalogue of Life.